# Bibliothek der deutschen Werte
Die Bibliothek der deutschen Werte ist eine deutschsprachige satirische Buchreihe, die sich mit den Werten der Deutschen beschäftigt. Sie wurde von Rolf Cyriax herausgegeben und erschien von 1988 bis 1990 bei Droemer Knaur in München. Verschiedene namhafte Kabarettisten und Humoristen haben an ihr mitgewirkt.

## Übersicht
- Die deutsche Seele. Eckart Hachfeld. 1988
- Die deutsche Arbeit. Henning Venske. 1988
- Der deutsche Bauer. Ottfried Fischer. 1988
- Das deutsche Lied. Dietrich Paul. 1988
- Die deutsche Weihnacht. Felix Rexhausen. 1989
- Die deutsche Verfassung. Martin Buchholz. 1989
- Die deutsche Treue. Karl Hoche. 1989
- Die deutsche Opposition. Matthias Beltz. 1989
- Die deutsche Gemütlichkeit. Ulla Hildebrandt und Walter Drechsel. 1989
- Der deutsche Verkehr. Wolfgang Ebert. 1989
- Der deutsche Verein. Klaus Peter Schreiner. 1989
- Der deutsche Selbstverstand. Mathias Richling. 1989
- Der deutsche Mann. Anne Rose Katz. 1989
- Der deutsche Jude. Eva Richter, Ilja Richter. 1989
- Die deutsche Gründlichkeit. Hanns Christian Müller. 1990